# Hesperide
Hesperide so v grški mitologiji Atlasove hčere, ki so skupaj z zmajem Ladonom varovale drevesa z zlatimi jabolki življenja. Ta drevesa so se nahajala na skrajnem zahodu Zemlje.